# SBC Sveriges Bostadsrättscentrum
SBC Sveriges BostadsrättsCentrum AB är ett svenskt företag som erbjuder tjänster inom ekonomi, juridik och teknisk förvaltning till bostadsrättsföreningar och andra fastighetsägare. Bolagets aktier var 2006-2019 noterade på handelsplatsen NGM Equity. Historiskt har SBC även agerat som byggherre och byggt bostäder för överlåtelse till nybildade bostadsrättsföreningar. Bland byggnader som SBC varit byggherrar för finns Söder Torn på Södermalm i Stockholm.

## SBC Mark och SBC Bo
2012 avyttrade SBC merparten av sin projektverksamhet som tidigare bedrivits i dotterbolaget SBC Mark. Bolaget SBC Bo tog över SBC Marks rörelse varefter 70 % såldes till byggföretaget JM.

## Odevo ny ägare
SBC ingår sedan 2019 i Odevogruppen.